# Oswald Lutz
Pour les articles homonymes, voir Lutz.
Oswald Lutz (6 novembre 1876 – 26 février 1944) fut un général allemand qui supervisa la motorisation de l'Armée allemande à la fin des années 1920 et au début des années 1930 et fut nommé commandant des troupes Panzer de la Wehrmacht en 1935.

## Biographie
Né à Öhringen, alors dans le royaume de Wurtemberg, Lutz rejoignit l'armée bavaroise comme élève-officier en 1894 et fut nommé Leutnant (lieutenant) dans le 1er de bataillon du génie de Bavière en 1896. Après avoir servi dans l'Armée impériale allemande durant la Première Guerre mondiale, il fut retenu dans la Reichswehr, dans lequel il atteignit le grade de oberstleutnant en 1923 et oberst (colonel) en 1928.
Le 1er avril 1931, Lutz fut nommé Inspecteur des troupes de transport motorisées. Promu generalmajor, l'Oberstleutnant Heinz Guderian devint son chef d'état-major et le Major Walter Nehring rejoignit plus tard son état-major. Les deux hommes en vinrent à être influents dans la mise en place de la Panzerwaffe. Lutz continua à superviser la motorisation de l'armée et fut promu generalleutnant le 1er février 1933. Deux ans et demi plus tard, il fut promu de nouveau à General der Panzertruppe et fut nommé chef du commandement des troupes de Panzer. Cependant, il perdit Guderian, son chef d'état-major, qui partit commander une division panzer. Son remplaçant, Friedrich Paulus, fut inefficace et l'élan du développement de la Panzerwaffe ralentit, Lutz étant beaucoup moins énergique.
Il fut retiré du service actif en février 1938, après avoir perdu les faveurs d'Adolf Hitler. Au cours de la Seconde Guerre mondiale, il fut rappelé et nommé le 22 septembre 1941, à la tête d'une unité mineure du personnel avant d'être retiré à nouveau du service le 31 mai 1942. Il meurt à Munich en février 1944, à 67 ans.